# 블라디미르 아시케나지
블라디미르 다비도비치 아시케나지(Vladimir Davidovich Ashkenazy, 러시아어: Влади́мир Дави́дович А́шкенази, 1937년 7월 6일~)는 아이슬란드의 피아니스트이자 지휘자이다. 소련에서 태어나 서방 세계로 망명하였으며, 아이슬란드 여성과 결혼하여 1972년 아이슬란드 국적을 취득했다.

## 전기
아슈케나지는 소련의 고리키(현 니즈니노브고로드)에서 유대인 아버지와 러시아인 어머니 사이에서 태어났으며, 6살의 어린 나이부터 피아노를 배우고 재능을 보여, 모스크바 음악원에서 레프 니콜라예비치 오보린 등의 교수에게 가르침을 받고 1955년 바르샤바에서 열린 제5회 쇼팽 국제 피아노 콩쿠르에서 2위에 입상했다. 그리고 1956년 브뤼셀에서 열린 퀸 엘리자베스 콩쿠르와 1962년에 열린 차이콥스키 콩쿠르에서는 1위를 차지했다(차이콥스키 콩쿠르는 존 오그돈과 공동 수상).
1960년에 모스크바 음악원을 졸업하고 러시아를 떠나 영국에서 활동하였다.

## 음악적 특징
슬라브계임에도 불구하고 프레데리크 쇼팽이나 클로드 드뷔시와 같은 섬세하고 세련된 서구적 음악의 연주에 절묘한 솜씨를 발휘하였다. 작은 체격 때문에 피아니스트로서 강력한 음을 내지는 못하나 아름다운 뉘앙스는 풍부히 지니고 있다는 평을 듣는다. 손가락 끝이 민감하고 섬세하며 속도감도 있다. 쇼팽의 곡, 특히 연습곡과 프랑스 인상파 음악의 연주에 뛰어남은 물론 러시아 음악에서도 독특한 아름다움을 발휘하였다.

## 참고 자료
- 이 문서에는 다음커뮤니케이션(현 카카오)에서 GFDL 또는 CC-SA 라이선스로 배포한 글로벌 세계대백과사전의 "서양음악가와 작품 감상" 항목을 기초로 작성된 글이 포함되어 있습니다.